# Sehwi (Sprache)
Sehwi (auch Sefwi, Asahyue) ist eine Sprache in Ghana. 
Sie war die Amtssprache des Königreichs Sefwi und ist gleichzeitig die Muttersprache der Titularnation Sefwi. Etwa 250.000 Sprecher leben im Südwesten Ghanas (2003). 
Sehwi ähnelt der Sprache Anyin in der Elfenbeinküste. 